# Lygrus rubrus
Lygrus rubrus är en skalbaggsart som först beskrevs av Thomson 1858.  Lygrus rubrus ingår i släktet Lygrus och familjen långhorningar.
Artens utbredningsområde är:
- Angola.
- Gabon.
- Ghana.

Inga underarter finns listade i Catalogue of Life.